# 서곡초등학교 (부산)
서곡초등학교는 대한민국 부산광역시 금정구에 있는 공립 초등학교이다.

## 학교 연혁
- 1984년 1월 30일: 개교
- 2017년 2월 20일 : 제33회 졸업식(16명), 졸업식 누계(4,179명)
- 2017년 3월 1일 : 제13대 허동길 교장선생님 취임
- 2017년 3월 1일 : 7학급 편성(특수1)
- 2022년 2월 28일 : 폐교[1]

## 참고 자료
- 서곡초등학교 - 한국교육학술정보원 학교알리미